# Остеоартроз
Остеоартро́з (лат. osteoarthrosis, від грец. το οστεον — кістка, το αρθρον — суглоб; синоніми: деформуючий остеоартроз (ДОА), артроз, деформаційний артроз) — дистрофічне захворювання суглобів, яке розвивається через незворотню дегенерацію суглобового хряща.

## Етіологія
Розрізняють первинний та вторинний остеоартроз.
У виникненні первинного остеоартрозу грає роль пошкодження суглобового хряща при травмах, статичних перевантаженнях (зайва вага), тривалих нерівномірних навантаженнях (сколіоз хребта, плоска стопа), генетична схильність.
Вторинний остеоартроз виникає внаслідок первинних захворювань суглобів: хронічні артрити, остеохондропатії, вроджені дисплазії, повторні гемартрози (при гемофілії) тощо.

## Патогенез
У патогенезі остеоартрозу провідне місце займають пошкодження хондроцитів, втрата еластичності хряща, виникнення мікротріщин та проникнення через них у хрящ ряду ферментів синовіальної рідини. При цьому разом із деструкцією хряща відбувається його регенерація, часто нерівномірна та надмірна, а також зміни субхондріальної кістки з розростанням крайових остеофітів, фіброзом синовіальної оболонки, склерозом та зморщенням капсули суглоба. Іноді виникає реактивний синовіт внаслідок подразнення синовіальної оболонки шматочками некротизованого хряща.

## Клінічні прояви
Захворювання проявляється хронічним постійним болем у суглобах під час руху, навантаженнях та зміні погоди, скутістю після відпочинку. Особливо інтенсивним після статичного навантаження на суглоб. Іноді виявляється деформація уражених суглобів. Зона ураження:
- колінні та тазостегнові суглоби;
- плеснофаланговий суглоб перших пальців стоп;
- міжфалангові суглоби кистей рук.

Клінічні прояви остеоартрозу:
- біль в уражених суглобах;
- скутість в ураженому суглобі після спокою;
- різний ступінь порушення рухливості суглоба при виконанні окремих рухів;
- відчуття нестабільності в ураженому суглобі;
- функціональні обмеження, аж до зниження працездатності в тяжких випадках;
- больові точки навколо суглоба;
- збільшення обсягу, набряк ураженого суглоба;
- крепітація при русі, а деколи формування блокади суглоба — малорухомість

Біль і порушення рухливості — головні ознаки остеоартрозу. Протягом деформівного артрозу розрізняють 3 стадії:
- I стадія характеризується стомлюваністю кінцівки, помірним обмеженням рухів у суглобі, можливий невеликий хрускіт. У спокої й невеликому навантаженні біль відсутній. Зазвичай виникає біль на початку ходи — «стартовий біль» або після тривалого навантаження. Рентгенологічно виявляється звуження суглобової щілини (відстань між суглобними поверхнями стегнової і великої гомілкової кістки) за рахунок субхондрального склерозу.
- II стадія характеризується наростанням обмеження рухів, які супроводжуються хрускотом. Виражений больовий синдром, зменшується тільки після тривалого відпочинку. З'являється деформація суглоба, зменшується маса м'язів, обмеження нормальної рухливості в суглобі, кульгавість. Рентгенологічно виявляється звуження суглобової щілини в 2-3 рази порівняно з нормою, виражений субхондральний склероз, остеофіти в місцях найменшого навантаження.
- III стадія характеризується майже повною втратою рухливості в суглобі, зберігаються тільки пасивні колихальні рухи, виражене порушення згинальної рухливості. Біль зберігаються і в спокої, не проходять після відпочинку. Можлива нестабільність суглоба. Рентгенологічно — суглобова щілина майже повністю відсутня. Суглобова поверхня деформована, виражені крайові розростання. Виявляються множинні кісти в субхондральних зонах суглобових поверхонь.

## Лікування
Зменшення навантаження на уражені суглоби, застосування засобів, які покращують кровообіг та метаболізм у суглобових тканинах, зменшують прояви реактивного синовіту. Призначають біостимулятори (алое, склоподібне тіло, румалон) в/м по 1 мл щоденно або через день упродовж 25 днів. Курс лікування проводять 2 рази на рік: 1 раз румалон та 1 раз склоподібне тіло або алое. Біостимулятори протипоказані при алергічних реакціях та пухлинах. Для покращення загального та місцевого кровообігу застосовують періодично дротаверін та нікошпан. Для купування спазму м'язів рекомендують центральні міорелаксанти.
Методи лікування деформівного остеоартрозу можна розбити на три великі групи:
1. Немедикаментозне лікування:

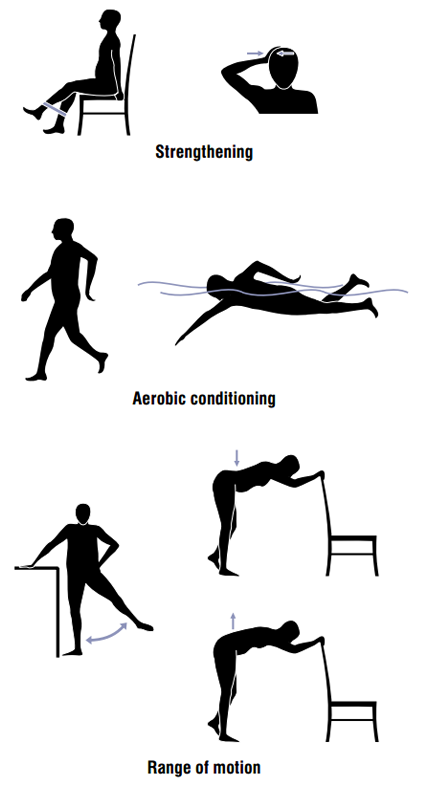
Деякі види вправ, рекомендовані у разі остеоартрозу.

- Суглобова гімнастика, ЛФК, інтегративна кінезітерапія, зниження маси тіла при ожирінні. Короткочасний відпочинок і додаткова опора при ходьбі у разі коксартрозу і гонартрозу. Уникати переохолодження.
- Фізіотерапія: магнітотерапія; електро-, фонофорез гідрокортизону/бішофіту; озокерит/парафін при відсутності синовіту.

1. Медикаментозне лікування:

- Базисна терапія.
- Нестероїдні анальгетики.
- Лікування синовіту.
- Хірургічне лікування включає:

- артроскопічну операцію у молодих пацієнтів,
- коригувальну остеотомію кістки,
- ендопротезування суглоба при 3-4 стадії артрозу.

Лікування хворого з остеоартрозом має бути комплексним.
1. Подальша лікувальна тактика:

- механічне розвантаження уражених суглобів;
- зменшення запалення;
- запобігання прогресуванню захворювання;

## Профілактика
Неправильна постава, незручне положення за столом (партою), тривале нерухоме положення під час виконання письмових робіт призводить до викривлення хребта. Це у дівчаток трапляється значно частіше, ніж у хлопчиків. Хребет безпосередньо зчленований із тазом і незабаром його викривлення призводить до порушення рівномірного навантаження на таз. Внаслідок цього той компенсує нерівномірне навантаження зміною свого положення: таз нахиляється в той чи інший бік. Оскільки формування тазу закінчується у період статевої зрілості, і до 15-16-річного віку кістки його ще дуже пластичні й податливі, то викривлення хребта зрештою може призвести до стійкої асиметрії тазу. Зміна форми тазу, кутів нахилу його кісток (крижів, лобкових дуг), характеру зчленування між хребтом і крижами змінює розподіл навантаження на ноги та, окрім того, у майбутньому у дівчаток, може призвести до ускладнень під час пологів.